# Kościół Najświętszej Marii Panny Wspomożycielki Wiernych w Poznaniu

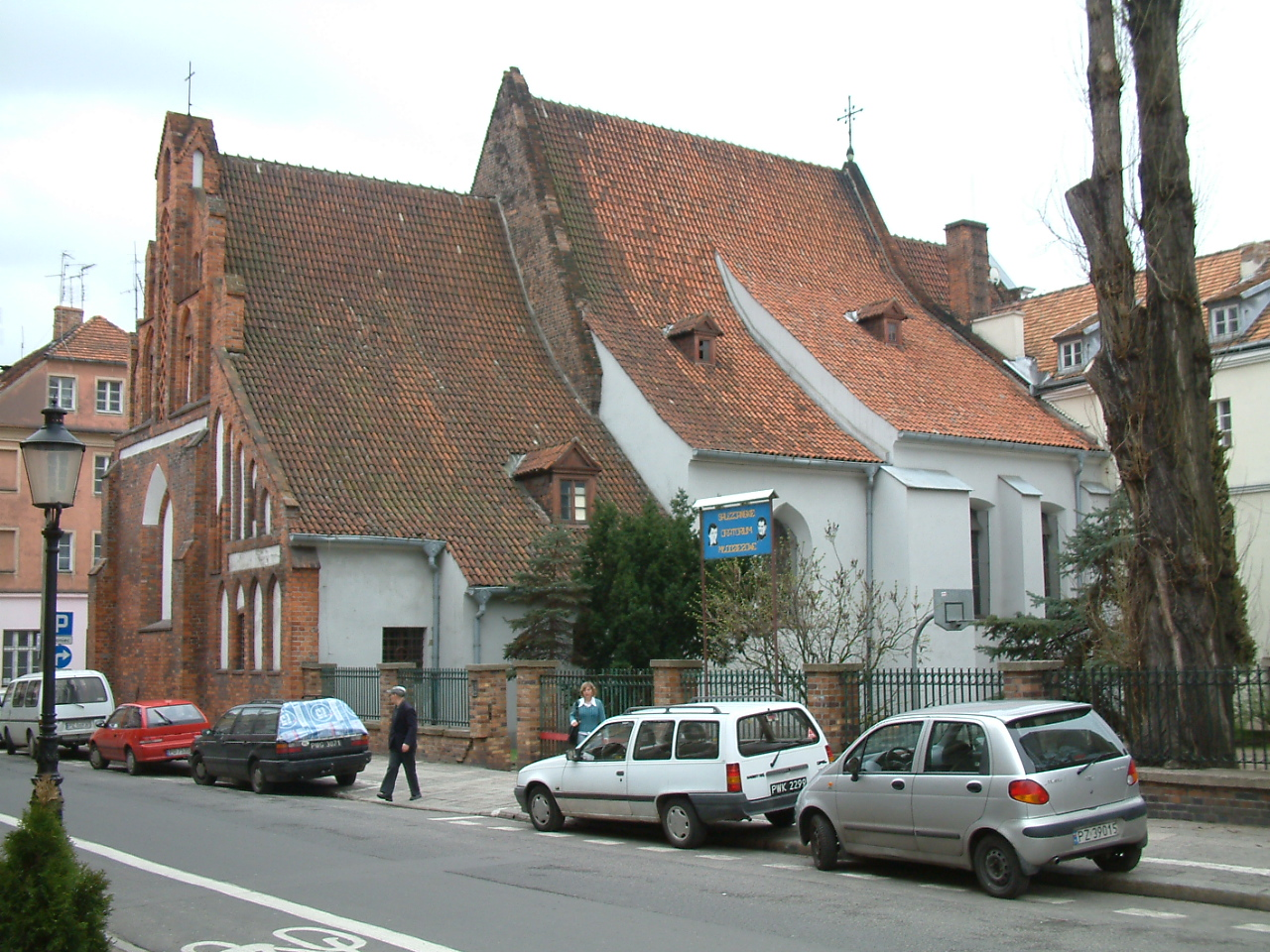
Widok od ul. Wronieckiej

Kościół pw. Najświętszej Marii Panny Wspomożycielki Wiernych, nazywany również – od dawnej patronki, św. Katarzyny Męczenniczki – Kościołem Katarzynek lub – od obecnych opiekunów – Kościołem Salezjanów. Położony jest na narożniku ulic Masztalarskiej i Wronieckiej w Poznaniu. Od 2017 r. wielkopostny kościół stacyjny.
Kościół znajduje się na terenie parafii Matki Bożej Nieustającej Pomocy, św. Marii Magdaleny i św. Stanisława Biskupa w Poznaniu.

## Architektura
Gotycki korpus świątyni przykrywa dwuspadowy dach. Najciekawszym elementem na zewnątrz jest wschodni szczyt kościoła, dzielony laskowaniem na wnęki, z których środkowa wypełniona jest ceglanym kratowaniem. Najcenniejszy jest znajdujący się ponad prezbiterium unikatowy typ sklepienia żebrowego, zwany sklepieniem piastowskim. Nawę północną pokrywa natomiast sklepienie gwiaździste.

## Historia
W 1282 roku przy kościele św. Pawła i św. Jana Ewangelisty powstał klasztor dominikanek, fundacji braci Przedpołkowiców przy współudziale księcia Przemysła II. W pierwszej połowie XIV wieku dominikanki wzniosły w pobliżu murów klasztor, a w 1365 roku patronką kościoła została św. Katarzyna ze Sieny. Z racji tego wezwania poznańskie dominikanki nazywano „katarzynkami”. W 1404 roku kościół przebudowano dodając między innymi nowe sklepienie nad prezbiterium. Na przełomie XV i XVI wieku dobudowano nawę północną.
W 1536 roku kościół został zniszczony przez pożar, kolejnych zniszczeń dokonały wojska szwedzkie podczas potopu oraz August II Mocny podczas III wojny północnej. W czasie napoleońskim w kościele stacjonowały wojska francuskie, a potem rosyjskie. W 1816 roku z powodu złego stanu technicznego rozebrano część budynku klasztornego. W 1822 roku władze zaboru pruskiego skasowały klasztor, a cały zespół zamieniono na magazyny wojskowe. W 1899 roku część zabudowań klasztornych rozebrano pod wytyczoną ulicę Masztalarską.
8 stycznia 1926 roku prymas Polski Kardynał abp Edmund Dalbor zaprosił salezjanów do Poznania, którym przekazano kościół z klasztorem przy ul. Wronieckiej. Po dokonaniu remontu, 6 czerwca 1927 roku Prymas Polski Kardynał abp Edmund Dalbor, poświęcił kościół pw. Najświętszej Maryi Panny Wspomożycielki Wiernych. Salezjanie założyli oratorium dla chłopców. W latach 1931–1937 jego dyrektorem był ks. Augustyn Piechura, w tym czasie uczęszczało tam ok. 180 chłopców. W oratorium działały: Towarzystwo Najświętszego Sakramentu, Towarzystwo Maryjne, Kółko Misyjne, Towarzystwo Wesołości, Kółko Teatralne i Towarzystwo św. Jana Bosko.
Z oratorium wywodziła się bohaterska „Piątka” męczenników: Edward Klinik, Franciszek Kęsy, Jarogniew Wojciechowski, Czesław Jóźwiak i Edward Kaźmierski. Zostali oni aresztowani przez Gestapo we wrześniu 1940 roku, za przynależność do tajnej Wojskowej Organizacji Ziem Zachodnich; ich nazwiska zostały zdradzone przez kogoś z organizacji. Początkowo osadzono ich w Poznańskim Forcie VII, a 24 sierpnia 1942 roku w Dreźnie ponieśli śmierć męczeńską. W 1999 roku papież Jan Paweł II ogłosił ich błogosławionymi.
W 1945 roku kościół doznał niewielkich zniszczeń.

## Kontrowersje
Od 2015 w Domu Zakonnym Salezjanów przebywał ks. Michał Woźnicki SDB. Usiłował on wprowadzić w kościele odprawianie mszy trydenckich, co stało się powodem konfliktu z przełożonymi wspólnoty nie wyrażającymi zgody. Od 2016 roku msze trydenckie odprawiał w prywatnej kaplicy, na którą zaadaptował swoją zakonną celę. Tylko czasowo od sierpnia do grudnia 2017 pozwolono mu na odprawianie mszy trydenckich w kościele. W sierpniu 2018 roku został przez władze zakonne wydalony z zakonu. 8 września 2022 roku został wyrokiem sądu eksmitowany z celi zakonnej. Następnie przeniósł się do Baranowa, gdzie nadal prowadzi działalność duchowną. 25 września 2023 roku decyzją papieża Franciszka został wydalony ze stanu kapłańskiego i ekskomunikowany.

## Galeria

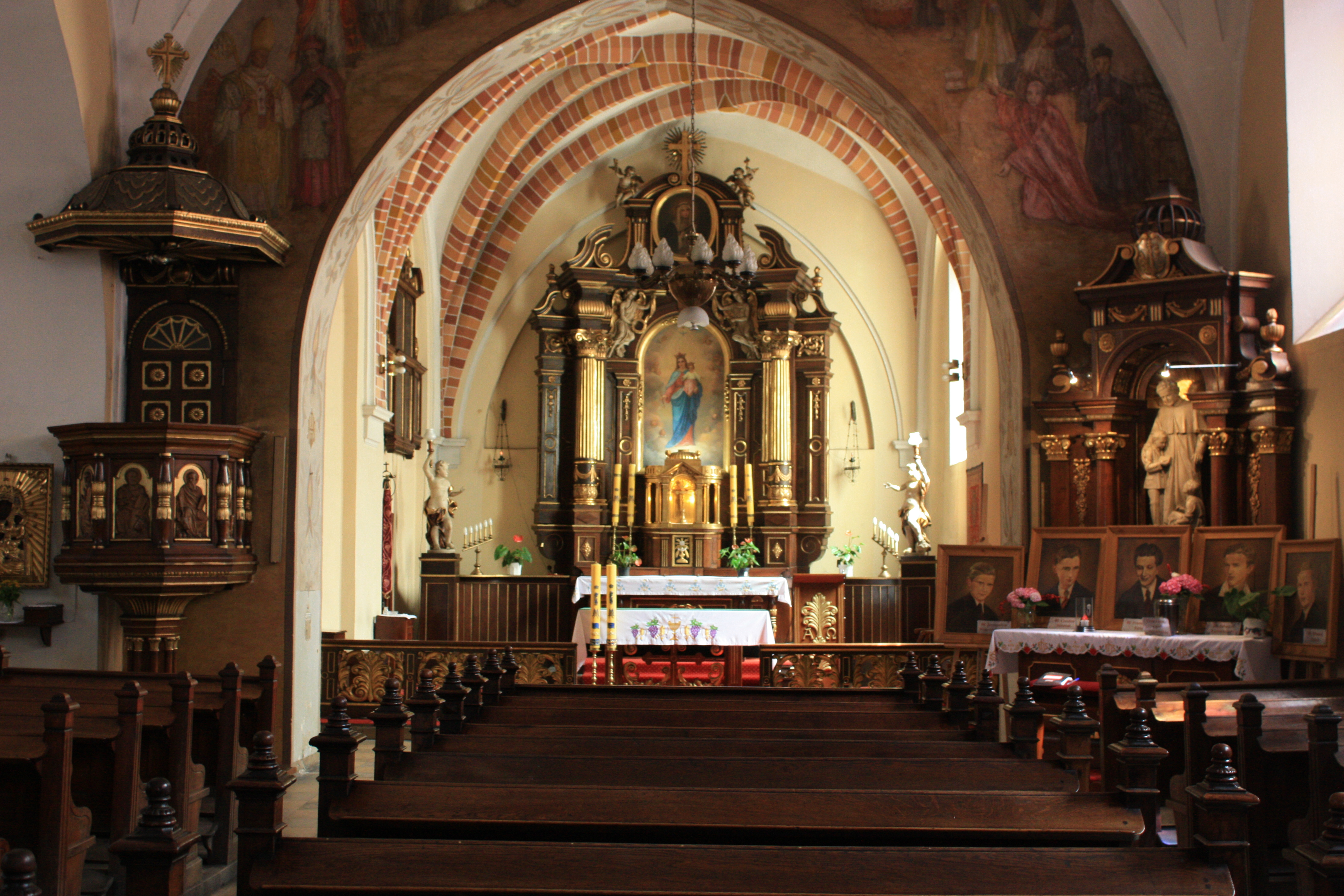
Wnętrze i ołtarz
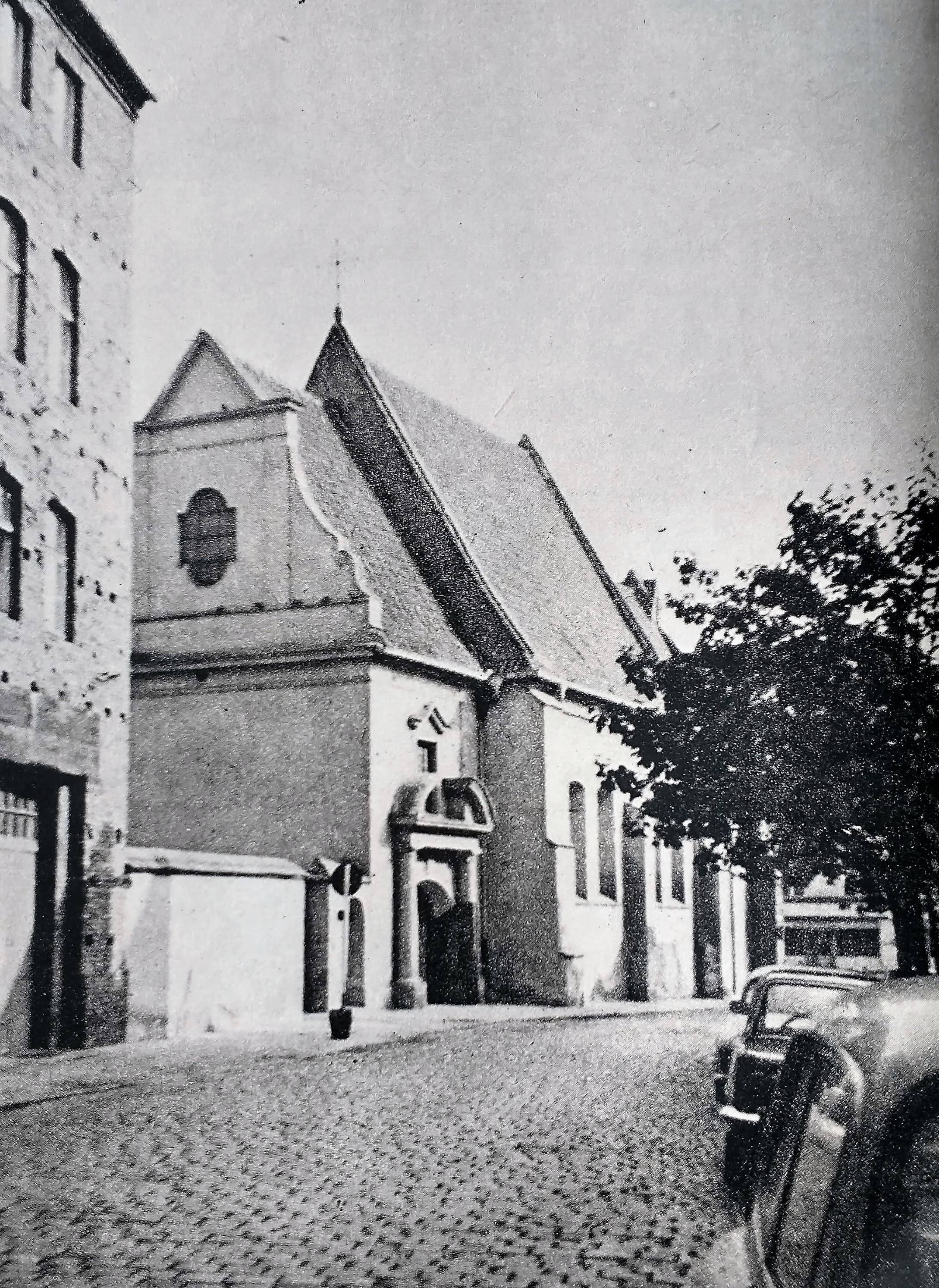
Widok z lat 80. XX w.